# Halálozások 2025-ben
Ez a szócikk a 2025-ben elhunyt nevezetes személyeket sorolja fel.

## Augusztus
| Dátum                 | Név               | Foglalkozás / tisztség                                                                        | Kor | Forrás |
| --------------------- | ----------------- | --------------------------------------------------------------------------------------------- | --- | ------ |
| augusztus 19. (k. n.) | Hamburger Klára   | zenetörténész                                                                                 | 090 |        |
| augusztus 17.         | Terence Stamp     | Golden Globe-díjas angol színész (Superman II., Priscilla, a sivatag királynőjének kalandjai) | 087 |        |
| augusztus 16.         | Pippo Baudo       | olasz televíziós műsorvezető                                                                  | 089 |        |
| augusztus 16.         | Fernando Cruz     | világbajnoki bronzérmes (1966) portugál labdarúgó, edző                                       | 085 |        |
| augusztus 16.         | Jenkovszky László | ukrajnai magyar fizikus, az MTA külső tagja                                                   | 083 |        |
| augusztus 16.         | Sólymos Gyula     | '56-os forradalmár                                                                            | 085 |        |
| augusztus 15.         | Tristan Rogers    | ausztrál színész, szikronszínész (General Hospital, Mentőcsapat a kenguruk földjén)           | 079 |        |
| augusztus 15. (k. n.) | Balogh Vilmos     | villamosmérnök, főiskolai docens                                                              | 092 |        |
| augusztus 14.         | Mats Wahl         | svéd író                                                                                      | 080 |        |
| augusztus 13.         | Keresztes Szilárd | görögkatolikus pap, egyházi vezető, hajdúdorogi püspök (1988–2007)                            | 093 |        |
| augusztus 11.         | Sheila Jordan     | amerikai dzsesszénekesnő, dalszerző                                                           | 096 |        |
| augusztus 11.         | Káposzta Benő     | válogatott labdarúgó, edző, olimpikon                                                         | 083 |        |
| augusztus 11.         | Tatár György      | filozófus, esszéista, publicista, egyetemi tanár                                              | 077 |        |
| augusztus 10.         | Graham Fenton     | brit énekes (Matchbox)                                                                        | 078 |        |
| augusztus 10.         | Kamamoto Kunisige | olimpiai bronzérmes (1968) japán labdarúgó, politikus                                         | 081 |        |
| augusztus 10.         | Szakály György    | Kossuth-díjas táncművész, balettmester, balettigazgató                                        | 069 |        |
| augusztus 9.          | Stephanie Shirley | brit üzletasszony, filantróp                                                                  | 091 |        |
| augusztus 9.          | Tamás László      | dobos, dalszövegíró (Echo)                                                                    | 083 |        |
| augusztus 7.          | Jim Lovell        | amerikai űrhajós, az Apollo–13 parancsnoka                                                    | 097 |        |
| augusztus 6.          | Eddie Palmieri    | Grammy-díjas amerikai dzsesszzongorista, zenekarvezető, zeneszerző                            | 088 |        |
| augusztus 6.          | Szamos Miklós     | cukrászmester, közgazdász                                                                     | 078 |        |
| augusztus 6. (k. n.)  | Mustafa Demir     | török politikus, miniszter                                                                    | 064 |        |
| augusztus 5.          | Jorge Costa       | Európa-bajnoki bronzérmes (2000) válogatott portugál labdarúgó, edző                          | 053 |        |
| augusztus 5.          | Ion Iliescu       | román politikus, elnök (1990–1996, 2000–2004)                                                 | 095 |        |
| augusztus 5.          | Ove Kindvall      | válogatott svéd labdarúgó                                                                     | 082 |        |
| augusztus 5.          | Frank Mill        | világbajnok német labdarúgó                                                                   | 067 |        |
| augusztus 4.          | Talgat Muszabajev | szovjet-kazak űrhajós, politikus                                                              | 074 |        |
| augusztus 4.          | Terry Reid        | angol énekes, gitáros, dalszerző                                                              | 075 |        |
| augusztus 4.          | Eldar Sengelaja   | grúz filmrendező, forgatókönyvíró, producer, politikus                                        | 092 |        |
| augusztus 4.          | Varga Zoltán      | Jászai Mari-díjas színész                                                                     | 064 |        |
| augusztus 4. (k. n.)  | Németh Mária      | asztaliteniszező                                                                              | 078 |        |
| augusztus 3.          | Alexa György      | politikus, országgyűlési képviselő (2006–2010), kommunikációs szakértő                        | 067 |        |
| augusztus 3.          | Loni Anderson     | amerikai színésznő                                                                            | 079 |        |
| augusztus 2.          | Kelley Mack       | amerikai színésznő (The Walking Dead), producer                                               | 033 |        |
| augusztus 2.          | Róka Szabolcs     | Tinódi-lant díjas népzenész, drámapedagógus, középiskolai tanár                               | 058 |        |
| augusztus 1.          | David Roach       | amerikai énekes (Junkyard)                                                                    | 059 |        |

## Július
| Dátum              | Név                         | Foglalkozás / tisztség                                                                                     | Kor | Forrás |
| ------------------ | --------------------------- | --- | --- | ------ |
| július 31.         | Kathi Béla                  | testépítő, erőemelő                                                                                        | 046 |        |
| július 31.         | Cintula                     | rádiós műsorvezető, lemezlovas                                                                             | 080 |        |
| július 31.         | Erik Wunder                 | amerikai zenész (Cobalt)                                                                                   | 042 |        |
| július 31. (k. n.) | Marlena Zagoni              | olimpiai bronzérmes (1980) román evezős                                                                    | 074 |        |
| július 29.         | Paul Day                    | angol énekes (Iron Maiden)                                                                                 | 069 |        |
| július 29. (k. n.) | Laura Dahlmeier             | német biatlonversenyző, olimpiai és világbajnok (2016–2018)                                                | 031 |        |
| július 28. (k. n.) | Malgot István               | szobrász, rendező                                                                                          | 084 |        |
| július 27.         | Horst Mahler                | német ügyvéd, terrorista (Vörös Hadsereg Frakció)                                                          | 089 |        |
| július 26.         | Tom Lehrer                  | amerikai matematikus, énekes, dalszerző, humorista                                                         | 097 |        |
| július 25.         | Vértes György               | fotóriporter, képszerkesztő, rockfotós                                                                     | 069 |        |
| július 24.         | Julio César Cortés          | válogatott uruguayi labdarúgó                                                                              | 084 |        |
| július 24.         | Hulk Hogan                  | amerikai pankrátor, színész                                                                                | 071 |        |
| július 23.         | Haraszti Péter              | üzletember                                                                                                 | 043 |        |
| július 23.         | Kiss Gy. Csaba              | Széchenyi-díjas művelődéstörténész, egyetemi tanár, politikus                                              | 080 |        |
| július 22.         | Almási Zsolt                | papíripari mérnök, politikus, Dunaújváros polgármestere (1990–1998)                                        | 081 |        |
| július 22.         | Joey Jones                  | válogatott walesi labdarúgó, edző                                                                          | 070 |        |
| július 22.         | Chuck Mangione              | amerikai dzsesszzenész, kürtös, zeneszerző                                                                 | 084 |        |
| július 22.         | Ozzy Osbourne               | Grammy-díjas angol énekes (Black Sabbath), dalszerző, televíziós személyiség                               | 076 |        |
| július 22. (k. n.) | Markó András                | zenész, zeneszerző, szövegíró, énekes, a Markó Gemini Band alapítója                                       | 077 |        |
| július 21.         | Crescencio Gutiérrez        | válogatott mexikói labdarúgó                                                                               | 091 |        |
| július 20.         | Preta Gil                   | brazil énekesnő, dalszerző, színésznő                                                                      | 050 |        |
| július 20.         | Tom Troupe                  | amerikai színész (Kelly hősei, Otthonom, Idaho)                                                            | 097 |        |
| július 20.         | Zygmunt Ziober              | lengyel nemzetközi labdarúgó-játékvezető                                                                   | 068 |        |
| július 19.         | Giora Epstein               | izraeli katonatiszt, vadászpilóta                                                                          | 087 |        |
| július 19. (k. n.) | Krum Ádám                   | Aase-díjas színész                                                                                         | 075 |        |
| július 18.         | Roger Norrington            | angol karmester                                                                                            | 091 |        |
| július 17.         | Felix Baumgartner           | osztrák ejtőernyős, többszörös világrekorder bázisugró                                                     | 056 |        |
| július 17.         | Udo Voigt                   | német szélsőjobboldali politikus, európai parlamenti képviselő (2014–2019)                                 | 073 |        |
| július 17. (k. n.) | Wyn Davies                  | válogatott walesi labdarúgó                                                                                | 083 |        |
| július 17. (k. n.) | Szabó István                | válogatott kézilabdázó, olimpikon, edző                                                                    | 080 |        |
| július 16.         | Áhmed Farasz                | válogatott marokkói labdarúgó                                                                              | 078 |        |
| július 16.         | Connie Francis              | amerikai popénekesnő                                                                                       | 087 |        |
| július 16.         | Audun Grønvold              | olimpiai bronzérmes (2010) norvég síkrosszversenyző                                                        | 049 |        |
| július 14.         | Alekszandr Mitta            | szovjet-orosz filmrendező, forgatókönyvíró                                                                 | 092 |        |
| július 14.         | Schmuck Andor               | politikus, közéleti személyiség                                                                            | 054 |        |
| július 14.         | Faudzsa Szing               | indiai szupercentenárius, a világ legidősebb maratoni futója                                               | 114 |        |
| július 14. (k. n.) | Székely Péter               | üzletember, a Transelektro elnök-vezérigazgatója, a Munkaadók és Gyáriparosok Országos Szövetsége alelnöke | 084 |        |
| július 13.         | Alberto Bottari de Castello | olasz katolikus pap, érsek, magyarországi apostoli nuncius (2011–2017)                                     | 083 |        |
| július 13.         | Muhammadu Buhari            | nigériai katonatiszt, politikus, elnök (1983–1985, 2015–2023)                                              | 082 |        |
| július 8.          | Ungárné Komoly Judit        | pszichológus, kandidátus, egyetemi tanár (Országos Rabbiképző – Zsidó Egyetem)                             | 091 |        |
| július 8.          | Tim Cronin                  | amerikai dobos (Monster Magnet)                                                                            | 063 |        |
| július 8.          | M. Kiss Sándor              | Széchenyi-díjas történész                                                                                  | 082 |        |
| július 7.          | Somorjai Gábor              | amerikai-magyar kémikus, az MTA tiszteleti tagja                                                           | 090 |        |
| július 7.          | Roman Sztarovojt            | orosz politikus, a Kurszki terület kormányzója (2019–2024), közlekedési miniszter (2024–2025)              | 053 |        |
| július 7. (k. n.)  | Vuszek Antal                | nemzetközi vízilabda-játékvezető, sportvezető                                                              | 087 |        |
| július 6.          | Franz Hodjak                | erdélyi származású német költő, író                                                                        | 080 |        |
| július 4.          | Ľudovít Marcinger           | szlovák zongoraművész                                                                                      | 092 |        |
| július 4.          | Mark Snow                   | amerikai zeneszerző, filmzeneíró (Szellemekkel suttogó)                                                    | 078 |        |
| július 3.          | Diogo Jota                  | válogatott portugál labdarúgó                                                                              | 028 |        |
| július 3.          | Horváth László              | olimpiai ezüstérmes (1980) öttusázó, edző                                                                  | 079 |        |
| július 3.          | Michael Madsen              | amerikai színész                                                                                           | 067 |        |
| július 3.          | Peter Rufai                 | válogatott nigériai labdarúgó                                                                              | 061 |        |
| július 3.          | André Silva                 | portugál labdarúgó                                                                                         | 025 |        |
| július 2.          | Julian McMahon              | ausztrál színész                                                                                           | 056 |        |
| július 2.          | Wisinger János              | sportvezető                                                                                                | 085 |        |
| július 1.          | Elek István                 | diplomata, médiatulajdonos                                                                                 | 090 |        |
| július 1.          | Rinus Israël                | világbajnoki ezüstérmes (1974) holland labdarúgó, edző                                                     | 083 |        |
| július 1.          | Kovács Dezső                | kritikus, szerkesztő                                                                                       | 069 |        |
| július 1.          | Mihai Leu                   | világbajnok román ökölvívó, raliversenyző                                                                  | 057 |        |

## Június
| Dátum              | Név                   | Foglalkozás / tisztség                                                  | Kor | Forrás |
| ------------------ | --------------------- | ----------------------------------------------------------------------- | --- | ------ |
| június 30.         | Ion Cernea            | világbajnok (1965) és olimpiai ezüstérmes (1960) román birkózó, edző    | 091 |        |
| június 30.         | Luis Pascual Dri      | argentin bíboros                                                        | 098 |        |
| június 30.         | Grunwalsky Ferenc     | Kossuth-díjas filmrendező, operatőr, forgatókönyvíró, egyetemi tanár    | 082 |        |
| június 30.         | Kenneth Colley        | angol színész (Csillagok háborúja, Brian élete)                         | 087 |        |
| június 30.         | Szatmári Lajos        | román válogatott magyar labdarúgó, edző                                 | 081 |        |
| június 30. (k. n.) | Alan Peacock          | válogatott angol labdarúgó                                              | 087 |        |
| június 29.         | Stuart Burrows        | walesi operaénekes (tenor)                                              | 092 |        |
| június 29.         | Tajti József          | labdarúgó, edző                                                         | 081 |        |
| június 28.         | Csanálosi Miklós      | magyarkupa-győztes labdarúgó                                            | 062 |        |
| június 28.         | Tóth Gyula            | bajnoki ezüstérmes labdarúgó                                            | 080 |        |
| június 28.         | Turcsányi Erzsébet    | Jászai Mari-díjas bábművész, színésznő                                  | 085 |        |
| június 27.         | Bill Dellinger        | olimpiai bronzérmes (1964) amerikai atléta, futó, edző                  | 091 |        |
| június 27.         | Kovács Iby            | színésznő, operett primadonna                                           | 091 |        |
| június 27.         | Silai Ilona           | olimpiai ezüstérmes (1968) román válogatott magyar atléta, középtávfutó | 083 |        |
| június 27.         | Siraisi Takahiro      | japán sorozatgyilkos                                                    | 034 |        |
| június 27.         | Ladislav Szalay       | szlovák író, újságíró                                                   | 096 |        |
| június 26.         | Lalo Schifrin         | argentin zeneszerző, zongorista, karmester                              | 093 |        |
| június 25.         | Kincses Előd          | romániai magyar jogász, jogi szakíró, közíró                            | 083 |        |
| június 25.         | Kőnigh Péter          | underground dalszerző, gitáros                                          | 062 |        |
| június 25.         | Kylie Page            | amerikai pornószínésznő, modell                                         | 028 |        |
| június 24.         | Clark Olofsson        | svéd bankrabló (ld. Stockholm-szindróma)                                | 078 |        |
| június 24.         | Bobby Sherman         | amerikai énekes, zenész, színész                                        | 081 |        |
| június 23.         | Bauer Miklós          | orvos, fül-orr-gégész, egyetemi tanár                                   | 095 |        |
| június 23.         | John Clark            | válogatott skót labdarúgó, edző                                         | 084 |        |
| június 23.         | Feya Faku             | dél-afrikai dzsessztrombitás                                            | 063 |        |
| június 23.         | Lea Massari           | olasz modell, színésznő                                                 | 091 |        |
| június 22.         | Franco Testa          | olimpiai bajnok (1960) olasz kerékpárversenyző                          | 087 |        |
| június 21.         | Bertalan Tivadar      | Kossuth-díjas festő, grafikus, író, látványtervező                      | 094 |        |
| június 21.         | Kóródy Ildikó         | Balázs Béla-díjas forgatókönyvíró, dramaturg, producer                  | 084 |        |
| június 21.         | Frederick W. Smith    | amerikai üzletember, a FedEx alapítója                                  | 080 |        |
| június 20.         | Marita Camacho Quirós | Costa Rica-i first lady (1962–1966), szupercentenárius                  | 114 |        |
| június 20.         | Ivar Giaever          | Nobel-díjas (1973) norvég-amerikai fizikus                              | 096 |        |
| június 20.         | Francis Graham-Smith  | brit csillagász                                                         | 102 |        |
| június 20.         | Karczag Ferenc        | Jászai Mari-díjas színész, rendező                                      | 069 |        |
| június 20.         | Pauli Nevala          | olimpiai bajnok (1964) finn atléta, gerelyhajító                        | 084 |        |
| június 20. (k. n.) | Oláh Anna             | romániai magyar fizikus, tudománytörténész                              | 079 |        |
| június 19.         | Jack Betts            | amerikai színész (Pókember, Érzelmek tengerében)                        | 096 |        |
| június 19.         | Gailard Sartain       | amerikai színész (Lángoló Mississippi, A hazafi)                        | 081 |        |
| június 19. (k. n.) | Ron Woodbridge        | angol énekes (The Searchers)                                            | 084 |        |
| június 18.         | Lou Christie          | amerikai pop-rock énekes, dalszerző                                     | 082 |        |
| június 18.         | Görög Sándor          | Széchenyi-díjas kémikus, az MTA rendes tagja                            | 091 |        |
| június 18.         | Braulio Musso         | világbajnoki bronzérmes (1962) chilei labdarúgó                         | 095 |        |
| június 18.         | Mark Peploe           | Oscar-díjas (1988) brit forgatókönyvíró (Az utolsó császár)             | 082 |        |
| június 18. (k. n.) | Székely Ferenc        | erdélyi magyar színész, dramaturg, színigazgató                         | 092 |        |
| június 17.         | Alfred Brendel        | osztrák zongoraművész, zeneszerző                                       | 094 |        |
| június 17.         | Egon Coordes          | német labdarúgó, edző                                                   | 080 |        |
| június 17.         | Bernard Lacombe       | Európa-bajnok (1984) francia labdarúgó, edző                            | 072 |        |
| június 16.         | Daniel Kleppner       | Wolf-díjas amerikai fizikus                                             | 092 |        |
| június 16.         | John Reid             | skót zenei producer, lemezlovas, énekes, dalszerző (Nightcrawlers)      | 061 |        |
| június 15.         | Sven-Åke Johansson    | svéd zeneszerző, dobos, költő, visual artist                            | 081 |        |
| június 14.         | Bárdy Margit          | festőművész, díszlet- és jelmeztervező                                  | 095 |        |
| június 14.         | Catherine Delbarre    | francia tőrvívó, olimpikon                                              | 100 |        |
| június 13.         | Mohammad Bagheri      | az iráni fegyveres erők vezérkari főnöke                                | 064 |        |
| június 13.         | Louis Moholo          | dél-afrikai dzsesszdobos                                                | 085 |        |
| június 13.         | Hoszein Szálámi       | az iráni Iszlám Forradalmi Gárda főparancsnoka                          | 065 |        |
| június 12.         | Lovas János           | erdélyi magyar balladagyűjtő, egyetemi tanár                            | 078 |        |
| június 12. (k. n.) | Horváth Zoltán        | olimpiai és világbajnok kardvívó, edző                                  | 088 |        |
| június 12. (k. n.) | Arany Éva             | világbajnoki ezüstérmes kézilabdázó                                     | 092 |        |
| június 11.         | Brian Wilson          | amerikai zenész, énekes, dalszerző, producer (Beach Boys)               | 082 |        |
| június 10.         | Günther Uecker        | német festő, szobrász, installációs művész                              | 095 |        |
| június 10.         | Harris Yulin          | amerikai színész (Szellemirtók 2., Bean – Az igazi katasztrófafilm)     | 087 |        |
| június 9.          | Frederick Forsyth     | angol író (A sakál napja, A háború kutyái), újságíró                    | 086 |        |
| június 9.          | Paníkosz Krisztálisz  | válogatott ciprusi labdarúgó, edző                                      | 086 |        |
| június 9.          | Sly Stone             | amerikai énekes, dalszerző                                              | 082 |        |
| június 9. (k. n.)  | Kincses Tibor         | olimpiai bronzérmes (1980) cselgáncsozó, edző                           | 065 |        |
| június 8.          | Ewa Dałkowska         | lengyel színésznő (A nyugodt nap éve, Őrizet )                          | 078 |        |
| június 8.          | Dávid Anna            | orvos, Dorog polgármestere (1990–1994)                                  | 090 |        |
| június 8.          | Fésüs Irén            | válogatott röplabdázó, edző                                             | 066 |        |
| június 8.          | Gaskó István          | közgazdász, szakszervezeti vezető                                       | 070 |        |
| június 8.          | Voigt Vilmos          | néprajztudós, szemiotikus, professor emeritus                           | 085 |        |
| június 8. (k. n.)  | Almássy Gizi          | színésznő                                                               | 097 |        |
| június 7.          | Vladimír Smutný       | cseh operatőr                                                           | 082 |        |
| június 6.          | Virgil Nemoianu       | román-amerikai esszéíró, kritikus, filozófus                            | 085 |        |
| június 5.          | Bill Atkinson         | amerikai számítógépmérnök                                               | 074 |        |
| június 5.          | Edgar Lungu           | zambiai politikus, Zambia elnöke (2015–2021)                            | 068 |        |
| június 4.          | Marc Garneau          | kanadai űrhajós, politikus                                              | 076 |        |
| június 4.          | Philippe Labro        | francia újságíró, médiaszemélyiség, műsorvezető, filmrendező, író       | 088 |        |
| június 4.          | Clifton Jones         | jamaikai színész (Alfa holdbázis, Sheena, a dzsungel királynője)        | 087 |        |
| június 3.          | Edmund White          | amerikai író                                                            | 085 |        |
| június 3. (k. n.)  | Arthur Hamilton       | amerikai dalszerző                                                      | 098 |        |
| június 2.          | Colin Jerwood         | angol énekes (Conflict)                                                 | 063 |        |
| június 2.          | Pierre Nora           | francia történész, a Francia Akadémia tagja                             | 093 |        |
| június 2. (k. n.)  | Baracs Dénes          | Joseph Pulitzer-emlékdíjas újságíró                                     | 087 |        |
| június 2. (k. n.)  | Csák Elemér           | újságíró, rádió- és tévériporter                                        | 081 |        |
| június 1.          | Jonathan Joss         | amerikai színész (Texas királyai, Városfejlesztési osztály)             | 059 |        |

## Május
| Dátum             | Név                        | Foglalkozás / tisztség                                                                      | Kor | Forrás |
| ----------------- | -------------------------- | ------------------------------------------------------------------------------------------- | --- | ------ |
| május 31.         | Ernesto Pellegrini         | olasz üzletember, sportvezető, az Internazionale elnöke (1984–1995)                         | 084 |        |
| május 30.         | Étienne-Émile Baulieu      | francia orvos, biokémikus, kutatóintézet-alapító                                            | 098 |        |
| május 30.         | Valerie Mahaffey           | Emmy-díjas amerikai színésznő (Született feleségek, Az ifjú Sheldon)                        | 071 |        |
| május 30.         | Nagy Benedek               | romániai magyar közíró, helytörténész, politikus                                            | 088 |        |
| május 30.         | Rédey Katalin              | közgazdász, statisztikus, egyetemi adjunktus                                                | 078 |        |
| május 30.         | Loretta Swit               | Emmy-díjas amerikai színésznő (M.A.S.H.)                                                    | 087 |        |
| május 30.         | Szűcs István               | labdarúgó                                                                                   | 073 |        |
| május 29.         | Árgyélán György            | közművelődési szakember, országgyűlési képviselő (1997–1998)                                | 073 | [ 1 ]  |
| május 29.         | Susann McDonald            | amerikai hárfaművész                                                                        | 090 |        |
| május 29.         | Zsigmond Enikő             | romániai magyar geológus, szakíró                                                           | 080 |        |
| május 28.         | Al Foster                  | amerikai dzsesszdobos                                                                       | 082 |        |
| május 28.         | Szalman Haszimikov         | többszörös világbajnok (1979, 1980, 1981, 1982) szovjet válogatott csecsen birkózó          | 073 |        |
| május 28.         | Lapis Károly               | Széchenyi-díjas orvos, patológus, egyetemi tanár, az MTA rendes tagja                       | 099 |        |
| május 28.         | Per Nørgård                | dán zeneszerző                                                                              | 092 |        |
| május 28.         | Ngũgĩ wa Thiong’o          | kenyai író, költő, publicista                                                               | 087 |        |
| május 27.         | Willie Stevenson           | skót labdarúgó, edző                                                                        | 085 |        |
| május 27.         | Jean Tiberi                | francia politikus, Párizs polgármestere (1995–2001)                                         | 090 |        |
| május 26.         | Valíd al-Dzsászim          | válogatott kuvaiti labdarúgó, olimpikon                                                     | 065 |        |
| május 26. (k. n.) | Paczolay Gyula             | vegyészmérnök, egyetemi tanár, közmondáskutató                                              | 094 |        |
| május 25.         | Arató Antal                | könyvtáros                                                                                  | 082 |        |
| május 25.         | Silvia Radu                | román szobrász, fazekas, festő                                                              | 089 |        |
| május 24.         | Kiril Ivkov                | olimpiai ezüstérmes (1968) bolgár labdarúgó, edző                                           | 078 |        |
| május 23.         | Bartha Lajos               | amatőrcsillagász, csillagászattörténész                                                     | 091 |        |
| május 23.         | Pavel Chaloupka            | csehszlovák válogatott cseh labdarúgó                                                       | 066 |        |
| május 23.         | Sebastião Salgado          | brazil fotográfus                                                                           | 081 |        |
| május 22.         | Dallos László              | fotóművész                                                                                  | 078 |        |
| május 22.         | Alfredo Palacio            | ecuadori politikus, alelnök (2003–2005), elnök (2005–2007)                                  | 086 |        |
| május 21.         | John Ruocco                | amerikai dzsesszzenész, klarinétos, szaxofonos                                              | 072 |        |
| május 20.         | Nino Benvenuti             | olimpiai- (1960) és világbajnok olasz ökölvívó                                              | 087 |        |
| május 20.         | Gadi Kinda                 | válogatott izraeli labdarúgó                                                                | 031 |        |
| május 20.         | George Wendt               | amerikai színész, humorista                                                                 | 076 |        |
| május 20.         | Marina von Neumann Whitman | amerikai közgazdász, egyetemi tanár                                                         | 090 |        |
| május 19.         | Mike Doughty               | kenyai rali-navigátor                                                                       | 088 |        |
| május 19.         | Ignacio Rodríguez          | válogatott mexikói labdarúgó, edző                                                          | 068 |        |
| május 18.         | Czelnai Rudolf             | Széchenyi-díjas meteorológus, az MTA rendes tagja                                           | 093 |        |
| május 17.         | Franco Merli               | olasz színész (Az Ezeregyéjszaka virágai)                                                   | 068 |        |
| május 16.         | Lax Péter                  | Abel-díjas amerikai magyar matematikus                                                      | 099 |        |
| május 15.         | Luigi Alva                 | perui operaénekes (tenor), énekpedagógus                                                    | 098 |        |
| május 15.         | Junior Byles               | jamaicai reggae-énekes                                                                      | 077 |        |
| május 15.         | Emmanuel Kundé             | válogatott kameruni labdarúgó                                                               | 068 |        |
| május 15.         | Dušan Vujović              | szerb közgazdász, politikus, pénzügyminiszter (2014–2018)                                   | 073 |        |
| május 14.         | Daniel Bilalian            | francia újságíró, tévékommentátor, a France Télévisions sportigazgatója (2005–2016)         | 078 |        |
| május 13.         | Kit Bond                   | amerikai politikus, Missouri állam kormányzója (1973–1977, 1981–1985), szenátor (1987–2011) | 086 |        |
| május 13.         | José Mujica                | uruguayi aktivista, politikus, elnök (2010–2015)                                            | 089 |        |
| május 13.         | Sasics Szvetiszláv         | világbajnok öttusázó                                                                        | 077 |        |
| május 12.         | Vlastimil Hort             | cseh-német sakknagymester                                                                   | 081 |        |
| május 11.         | Robert Benton              | Oscar-díjas amerikai filmrendező, forgatókönyvíró (Kramer kontra Kramer)                    | 092 |        |
| május 10.         | Meszlényi Attila           | képzőművész, ökológiai író                                                                  | 071 |        |
| május 10.         | Larry Lee                  | amerikai zenész, dalszerző (The Ozark Mountain Daredevils)                                  | 078 |        |
| május 9.          | Dragan Labović             | válogatott szerb kosárlabdázó                                                               | 038 |        |
| május 8.          | Alphonso Lingis            | amerikai filozófus, író, egyetemi tanár                                                     | 091 |        |
| május 7.          | Joe Don Baker              | amerikai színész (Aranyszem)                                                                | 089 |        |
| május 7.          | Joop van Daele             | holland labdarúgó, edző                                                                     | 077 |        |
| május 7.          | Horváth Árpád              | labdarúgó (Ferencváros, Haladás)                                                            | 077 |        |
| május 7.          | Jacob Palis                | brazil matematikus                                                                          | 085 |        |
| május 6.          | James Foley                | amerikai filmrendező                                                                        | 071 |        |
| május 6.          | Joseph Nye                 | amerikai politológus, a Nemzeti Hírszerzési Tanács vezetője (1993–1994)                     | 088 |        |
| május 5.          | Filep Antal                | néprajzkutató, muzeológus                                                                   | 088 |        |
| május 5.          | Luis Galván                | világbajnok (1978) argentin labdarúgó                                                       | 077 |        |
| május 5.          | Giuseppe Moioli            | olimpiai bajnok (1948) olasz evezős                                                         | 097 |        |
| május 5.          | Joan O'Brien               | amerikai színésznő (Fehérnemű hadművelet)                                                   | 089 |        |
| május 4.          | Jochen Mass                | német autóversenyző                                                                         | 078 |        |
| május 4.          | F. Várkonyi Zsuzsa         | pszichológus, író                                                                           | 076 |        |
| május 4. (k. n.)  | Gajdos József              | musicalszínész, táncos, koreográfus                                                         | 063 |        |
| május 4. (k. n.)  | Dávid Karako               | válogatott izraeli labdarúgó, olimpikon                                                     | 080 |        |
| május 4. (k. n.)  | Peter McParland            | válogatott északír labdarúgó, edző                                                          | 091 |        |
| május 3.          | Greg Cannom                | négyszeres Oscar-díjas amerikai sminkmester                                                 | 073 |        |
| május 3.          | Paul Van Hoeydonck         | belga szobrász (Fallen Astronaut), festő                                                    | 099 |        |
| május 2.          | Lisa Brown-Miller          | olimpiai bajnok (1998) amerikai jégkorongozó                                                | 058 |        |
| május 1.          | Ruth Buzzi                 | Golden Globe-díjas amerikai komikus, színésznő, szinkronszínész                             | 088 |        |
| május 1.          | Andrejs Prohorenkovs       | válogatott lett labdarúgó                                                                   | 048 |        |
| május 1.          | Charley Scalies            | amerikai színész (Maffiózók, Drót)                                                          | 084 |        |
| május 1. (k. n.)  | Lenkovics Barnabás         | jogtudós, egyetemi tanár, az Alkotmánybíróság elnöke (2015–2016)                            | 074 |        |

## Április
| Dátum               | Név                   | Foglalkozás / tisztség                                                                | Kor | Forrás |
| ------------------- | --------------------- | ------------------------------------------------------------------------------------- | --- | ------ |
| április 30.         | Inah Canabarro Lucas  | brazil apáca, szupercentenárius, a világ legidősebb embere (2024 óta)                 | 116 |        |
| április 30.         | Joe Louis Walker      | amerikai bluesgitáros, énekes, dalszerző                                              | 075 |        |
| április 29.         | Mohácsi Ferenc        | olimpiai bronzérmes (1956) kenus, síelő, öttusázó                                     | 095 |        |
| április 29.         | Ed Van Impe           | kanadai jégkorongozó (Pittsburgh Penguins, Philadelphia Flyers)                       | 084 |        |
| április 29.         | Fülöp László          | nyelvész, egyetemi tanár                                                              | 081 |        |
| április 29.         | Rádi Péter            | jogász, a Nemzeti Választási Bizottság elnöke (2018–2021)                             | 0?  |        |
| április 28.         | Priscilla Pointer     | amerikai színésznő (Dallas, Inferno)                                                  | 100 |        |
| április 27.         | Cora Sue Collins      | amerikai gyerekszínész (Anna Karenina)                                                | 098 |        |
| április 27. (k. n.) | Bicskei István        | Aase-díjas vajdasági magyar színész                                                   | 075 |        |
| április 26.         | Jair da Costa         | világbajnok (1962) brazil labdarúgó                                                   | 084 |        |
| április 26.         | José Carlos           | világbajnoki bronzérmes (1966) portugál labdarúgó, edző                               | 083 |        |
| április 26. (k. n.) | Márkus Imre           | jogász, szakszervezeti vezető                                                         | 070 |        |
| április 25.         | Galkó Balázs          | színész, előadóművész                                                                 | 075 |        |
| április 25.         | Virginia Giuffre      | ausztrál-amerikai aktivista                                                           | 041 |        |
| április 25.         | Jaroszlav Moszkalik   | orosz katonatiszt, altábornagy                                                        | 058 |        |
| április 25.         | Peter Rapp            | osztrák televíziós személyiség, műsorvezető                                           | 081 |        |
| április 24.         | Szalay Károly         | József Attila-díjas író, újságíró, irodalomtörténész                                  | 095 |        |
| április 24. (k. n.) | Wéber Helga           | jogász, az Eurovíziós Dalfesztivál vokalistája                                        | 038 |        |
| április 23.         | Fuád Mebaza           | tunéziai politikus, ideiglenes elnök (2011)                                           | 091 |        |
| április 23.         | Szűcs Márta           | Liszt Ferenc-díjas opera-énekesnő (drámai koloratúrszoprán)                           | 072 |        |
| április 22.         | Garami József         | labdarúgó, edző, szövetségi kapitány (1987)                                           | 085 |        |
| április 22.         | Lar Park Lincoln      | amerikai színésznő (Knots Landing)                                                    | 063 |        |
| április 22.         | Zurab Tsereteli       | grúz-orosz szobrász, festőművész, építész, az Orosz Művészeti Akadémia elnöke (1997−) | 091 |        |
| április 21.         | Ferenc                | argentin római katolikus főpap, pápa (2013–)                                          | 088 |        |
| április 21.         | Gerard Kennedy        | ausztrál színész                                                                      | 093 |        |
| április 20.         | Hugo Gatti            | válogatott argentin labdarúgó                                                         | 080 |        |
| április 20.         | Kocsis János          | birkózó, olimpikon                                                                    | 074 |        |
| április 20.         | Vladimír Popovič      | szlovák festő, képzőművész                                                            | 085 |        |
| április 20.         | Marija Subina         | olimpiai bajnok (1960) szovjet kajakozó                                               | 094 |        |
| április 19.         | Damien Broderick      | Ditmar-díjas ausztrál sci-fi író, szerkesztő                                          | 080 |        |
| április 18.         | Nikola Pokrivač       | válogatott horvát labdarúgó                                                           | 039 |        |
| április 18.         | Szőnyi Júlia          | romániai magyar színésznő (Dagadó vitorlákkal)                                        | 075 |        |
| április 18.         | Damien Thomas         | angol színész (A sógun, Kalózok)                                                      | 083 |        |
| április 17.         | Joe Thompson          | angol labdarúgó                                                                       | 036 |        |
| április 17. (k. n.) | Trampus Péter         | gépészmérnök, egyetemi tanár                                                          | 077 |        |
| április 16.         | Aaron Boupendza       | válogatott gaboni labdarúgó                                                           | 028 |        |
| április 15.         | Jancsó Árpád          | romániai magyar út-, híd- és vasútépítő mérnök                                        | 071 |        |
| április 14.         | Abdullah Ahmad Badawi | malajziai politikus, miniszterelnök (2003–2009)                                       | 085 |        |
| április 14.         | Alexander Ruttkay     | szlovák régész, történész                                                             | 083 |        |
| április 14. (k. n.) | Mózs József           | vegyipari gépész, politikus, országgyűlési képviselő                                  | 069 |        |
| április 13.         | Jean Marsh            | angol színésznő (Téboly, Visszatérés Óz földjére)                                     | 090 |        |
| április 13.         | Soós István           | válogatott labdarúgó                                                                  | 072 |        |
| április 13.         | Mario Vargas Llosa    | irodalmi Nobel-díjas perui író                                                        | 089 |        |
| április 13.         | Vími Roland           | szlovákiai magyar asztaliteniszező, olimpikon                                         | 055 |        |
| április 12.         | Roy Thomas Baker      | angol zenei producer (Queen, The Cars)                                                | 078 |        |
| április 12.         | Láng Gusztáv          | irodalomtörténész, kritikus, egyetemi tanár                                           | 088 |        |
| április 12.         | Tiffán Zsolt          | borász, politikus, országgyűlési képviselő (2010–2018)                                | 060 |        |
| április 11.         | Max Romeo             | jamaicai reggae-zenész                                                                | 080 |        |
| április 10.         | Leo Beenhakker        | holland labdarúgóedző                                                                 | 082 |        |
| április 10.         | Ted Kotcheff          | kanadai filmrendező (Rambo – Első vér)                                                | 094 |        |
| április 9.          | Horváth György        | műszerész, a 2006. október 23-i zavargások résztvevője                                | 082 |        |
| április 9.          | Mel Novak             | amerikai színész                                                                      | 090 |        |
| április 8.          | Hegyesi Gábor         | szociológus, főiskolai tanár                                                          | 076 |        |
| április 8.          | Nicky Katt            | amerikai színész (Tökéletlen idők)                                                    | 054 |        |
| április 8.          | Manga                 | válogatott brazil labdarúgó                                                           | 087 |        |
| április 7.          | William Finn          | Tony-díjas (1992) amerikai filmzeneszerző                                             | 073 |        |
| április 7.          | Orbán György          | könyvkereskedő                                                                        | 074 |        |
| április 6.          | Al Barile             | amerikai gitáros (SSD)                                                                | 063 |        |
| április 6.          | Jorge Bolaño          | válogatott kolumbiai labdarúgó                                                        | 047 |        |
| április 6.          | Clem Burke            | amerikai dobos (Blondie)                                                              | 070 |        |
| április 6.          | Roberto De Simone     | olasz színházi rendező, zeneszerző, zenetudós                                         | 091 |        |
| április 6.          | Jay North             | amerikai színész (Dennis, a komisz)                                                   | 073 |        |
| április 5.          | Heikki Hasu           | olimpiai bajnok (1952) finn sífutó, politikus                                         | 099 |        |
| április 4.          | Friðrik Ólafsson      | izlandi sakknagymester, a FIDE elnöke (1978−1982)                                     | 090 |        |
| április 3.          | Z. Halmágyi Judit     | építész                                                                               | 062 |        |
| április 3.          | Theodore McCarrick    | amerikai római katolikus bíboros, Newark (1986–2000) és Washington (2001–2006) érseke | 094 |        |
| április 3.          | Őrsy László           | jezsuita szerzetes, teológus                                                          | 103 |        |
| április 3.          | Sterbinszky Amália    | világbajnoki ezüstérmes, olimpiai bronzérmes kézilabdázó                              | 074 |        |
| április 3. (k. n.)  | Márton Sándor         | labdarúgó-játékvezető                                                                 | 072 |        |
| április 2.          | Khamtai Siphandone    | laoszi politikus, miniszterelnök, elnök (1998−2006)                                   | 101 |        |
| április 2. (k. n.)  | Alois Švehlík         | cseh színész, szinkronszínész, színházpedagógus                                       | 085 |        |
| április 1.          | Leandro Domingues     | brazil labdarúgó                                                                      | 041 |        |
| április 1.          | Dudich Sándor         | szlovákiai magyar biológus                                                            | 082 |        |
| április 1.          | Gergely Sándor        | nemzeti labdarúgó-játékvezető                                                         | 056 |        |
| április 1.          | Val Kilmer            | amerikai színész (Top Gun, Mindörökké Batman)                                         | 065 |        |
| április 1.          | Johnny Tillotson      | amerikai énekes-dalszerző                                                             | 086 |        |

## Március
| Dátum               | Név                     | Foglalkozás / tisztség | Kor | Forrás |
| ------------------- | ----------------------- | --- | --- | ------ |
| ismeretlen nap      | Forró Tamás             | újságíró | 075 |        |
| március 31.         | Sian Barbara Allen      | amerikai színésznő | 078 |        |
| március 31.         | Yves Boisset            | francia filmrendező, forgatókönyvíró | 086 |        |
| március 31.         | Patty Maloney           | amerikai színésznő (Star Wars Holiday Special)                                                                                            | 089 |        |
| március 31.         | Urbán Gyula             | író, költő, bábrendező | 086 |        |
| március 30.         | Lee Montague            | angol színész (A názáreti Jézus) | 097 |        |
| március 30. (k. n.) | Bujdosó Ágota           | olimpiai és világbajnoki bronzérmes kézilabdázó                                                                                           | 081 |        |
| március 29.         | Barthóné Szekeres Júlia | orvos, immunológus | 074 |        |
| március 29.         | Nancy Bea               | amerikai zenész, orgonista (Los Angeles Dodgers)                                                                                          | 089 |        |
| március 29.         | Richard Chamberlain     | Golden Globe-díjas amerikai színész (Pokoli torony, A sógun), énekes                                                                      | 090 |        |
| március 29.         | Ángel del Pozo          | spanyol színész (A kincses sziget, Pancho Villa bosszúja)                                                                                 | 090 |        |
| március 29. (k. n.) | Miske László            | Jászai Mari-díjas színész | 089 |        |
| március 28.         | Alfredo                 | válogatott brazil labdarúgó | 078 |        |
| március 28.         | Nyári Sárkány Péter     | képzőművész, festőművész | 073 |        |
| március 28.         | Young Scooter           | amerikai rapper | 039 |        |
| március 27.         | Tamás Menyhért          | Kossuth-díjas költő, író, műfordító, a nemzet művésze                                                                                     | 084 |        |
| március 27.         | Tolnai Ottó             | Kossuth-díjas vajdasági író, költő, műfordító                                                                                             | 084 |        |
| március 26.         | Szabó Ferenc            | Európa-bajnoki ezüst- és bronzérmes cselgáncsozó, olimpikon                                                                               | 076 |        |
| március 26. (k. n.) | Jakabházy László        | válogatott jégkorongozó, olimpikon, edző, sportvezető                                                                                     | 086 |        |
| március 26. (k. n.) | Wachsler Tamás          | építészmérnök, politikus, államtitkár, országgyűlési képviselő (1990–1998)                                                                | 059 |        |
| március 25.         | Juan Aguilera           | spanyol teniszező | 063 |        |
| március 25.         | Buzás Pál               | erdélyi magyar zenetanár, zongoraművész, karnagy, népzenegyűjtő, közíró                                                                   | 086 |        |
| március 25.         | Bennett Johnston        | amerikai politikus, szenátor (1973–1997)                                                                                                  | 092 |        |
| március 25.         | Alice Tan Ridley        | amerikai gospel és R&B énekesnő | 072 |        |
| március 24.         | Hossam Shabat           | palesztin újságíró, haditudósító | 023 |        |
| március 23.         | Gianfranco Barra        | olasz színész (Banános Joe, Kettős gyilkosság)                                                                                            | 084 |        |
| március 23.         | Kadlott Károly          | énekes, szalonzenész, mulatószene-előadóművész                                                                                            | 080 |        |
| március 23.         | Hubert Schmalix         | osztrák képzőművész | 072 |        |
| március 22.         | Larisza Golubkina       | szovjet-orosz színésznő (Huszárkisasszony, Mese Szaltán cárról)                                                                           | 085 |        |
| március 22.         | Dzsamál Menád           | ANK-győztes (1990) algériai labdarúgó | 064 |        |
| március 22.         | Rolf Schimpf            | német színész (Az Öreg) | 100 |        |
| március 21.         | Shmuel Agmon            | izraeli matematikus | 103 |        |
| március 21.         | Filiz Akın              | török színésznő | 082 |        |
| március 21.         | Kitty Dukakis           | amerikai aktivista, író, first lady (Massachusetts: 1975–1979, 1983–1991)                                                                 | 088 |        |
| március 21.         | George Foreman          | olimpiai aranyérmes (1968), profi világbajnok (1973−1974, 1994−1995) amerikai nehézsúlyú ökölvívó                                         | 076 |        |
| március 21.         | Giancarlo Guerrini      | olimpiai bajnok (1960) olasz vízilabdázó                                                                                                  | 085 |        |
| március 21.         | Štefan Kvietik          | szlovák színész (A bokszoló és a halál, Az ezeréves méh), politikus                                                                       | 090 |        |
| március 20.         | Balázs Éva              | erdélyi magyar színésznő, előadóművész, egyetemi oktató                                                                                   | 074 |        |
| március 20.         | Vitold Fokin            | ukrán politikus, miniszterelnök (1990–1992)                                                                                               | 092 |        |
| március 20.         | Eddie Jordan            | ír autóversenyző, üzletember, csapatvezető                                                                                                | 076 |        |
| március 20.         | Szalai József           | biológus | 084 |        |
| március 20.         | Vagyim Zsuk             | orosz színész, forgatókönyvíró, költő | 078 |        |
| március 19.         | Andrija Delibašić       | válogatott montenegrói labdarúgó | 043 |        |
| március 19.         | Préda István            | orvos, belgyógyász, kardiológus, egyetemi tanár, párbajtőrvívó                                                                            | 083 |        |
| március 19. (k. n.) | Calistrat Cuțov         | olimpiai bronzérmes (1968), Európa-bajnok (1969) román ökölvívó                                                                           | 076 |        |
| március 19. (k. n.) | Vasile Simionaș         | válogatott román labdarúgó, edző | 074 |        |
| március 18.         | Nadia Cassini           | amerikai-olasz színésznő | 076 |        |
| március 18.         | Pietru Pawlu Cremona    | domonkos szerzetes, máltai érsek (2007–2014)                                                                                              | 079 |        |
| március 18.         | Wlamir Marques          | világbajnok (1959, 1963) és olimpiai bronzérmes (1960, 1964) brazil kosárlabdázó, edző                                                    | 087 |        |
| március 18. (k. n.) | Horváth Rozi            | a Horváth Rozi fűszerek névadója, szakácskönyvíró                                                                                         | 086 |        |
| március 17.         | John Hemingway          | ír vadászpilóta, az angliai csata utolsó túlélő résztvevője                                                                               | 105 |        |
| március 16.         | Biró Gábor              | romániai magyar labdarúgó, edző | 079 |        |
| március 16.         | Émilie Dequenne         | belga színésznő (Rosetta, Szerelmeink) | 043 |        |
| március 16.         | V. Majzik Mária         | szobrász, keramikus | 075 |        |
| március 16.         | Rob de Nijs             | holland énekes, színész | 082 |        |
| március 16. (k. n.) | Fritz Scherer           | német közgazdász, egyetemi tanár, sportvezető, a Bayern München elnöke (1985–1994)                                                        | 085 |        |
| március 15.         | Ádám Antal              | Széchenyi-díjas geofizikus, az MTA rendes tagja                                                                                           | 095 |        |
| március 15.         | Peter Bichsel           | svájci író, újságíró | 089 |        |
| március 15.         | Doris Fitschen          | ötszörös Európa-bajnok, olimpiai bronzérmes német labdarúgó                                                                               | 056 |        |
| március 15.         | Németh József           | Liszt Ferenc-díjas operaénekes (bariton)                                                                                                  | 082 |        |
| március 15. (k. n.) | Mester László           | jogász, politikus, Budapest XVIII. kerületének polgármestere (1994–2010), országgyűlési képviselő (2002–2010)                             | 078 |        |
| március 14.         | Alan K. Simpson         | amerikai politikus, szenátor (1979–1997)                                                                                                  | 093 |        |
| március 14.         | Dag Solstad             | norvég regényíró, novellista, drámaíró | 083 |        |
| március 14. (k. n.) | Vitár Róbert            | sportújságíró, sportvezető | 090 |        |
| március 13.         | Raúl Grijalva           | amerikai politikus, a képviselőház tagja (2003 óta)                                                                                       | 077 |        |
| március 13.         | Maria Grazia Spina      | olasz színésznő | 088 |        |
| március 12.         | Izsák Jenő              | karikaturista | 071 |        |
| március 12.         | Oliver Miller           | amerikai kosárlabdázó, a legnagyobb testsúlyú NBA-játékos                                                                                 | 054 |        |
| március 11.         | Alékosz Alexiádisz      | válogatott görög labdarúgó | 079 |        |
| március 11.         | Bényi Ildikó            | műsorvezető | 055 |        |
| március 11.         | Norair Nurikjan         | olimpiai bajnok (1972, 1976) bolgár súlyemelő                                                                                             | 076 |        |
| március 11.         | Clive Revill            | új-zélandi színész (A Birodalom visszavág)                                                                                                | 094 |        |
| március 11.         | Robert Trebor           | amerikai színész (Herkules; Xena: A harcos hercegnő)                                                                                      | 071 |        |
| március 10.         | Stanley R. Jaffe        | Oscar-díjas amerikai filmproducer (Kramer kontra Kramer)                                                                                  | 084 |        |
| március 10. (k. n.) | Kovács Éva              | válogatott kézilabdázó | 060 |        |
| március 9.          | Simon Fisher-Becker     | brit színész (Harry Potter és a bölcsek köve)                                                                                             | 063 |        |
| március 9.          | Richard McTaggart       | olimpiai bajnok (1956) skót ökölvívó | 089 |        |
| március 9.          | Nakajama Akinori        | hatszoros olimpiai bajnok (1968, 1972) japán tornász                                                                                      | 082 |        |
| március 8.          | Monostori Attila        | Európa-bajnoki ezüstérmes (1993, 1995) vízilabdázó, olimpikon                                                                             | 054 |        |
| március 8.          | Ella Zeller             | világbajnok román asztaliteniszező | 091 |        |
| március 7.          | Luís Carlos Galter      | válogatott brazil labdarúgó | 077 |        |
| március 7.          | Jürgen Piepenburg       | német labdarúgó, edző | 083 |        |
| március 7. (k. n.)  | Nemes Lajos             | botanikus, kaktuszszakértő | 089 |        |
| március 6.          | Dušan Čaplovič          | szlovák politikus, oktatási miniszter (2012–2014)                                                                                         | 078 |        |
| március 6.          | Brian James             | angol punk rock gitáros (The Damned), dalszerző (New Rose)                                                                                | 070 |        |
| március 6.          | Domingo Massaro         | chilei nemzetközi labdarúgó-játékvezető                                                                                                   | 097 |        |
| március 6.          | Sopsits Árpád           | Balázs Béla-díjas színház- és filmrendező, forgatókönyvíró                                                                                | 072 |        |
| március 6. (k. n.)  | Mohai György            | közgazdász, a Budapesti Értéktőzsde vezérigazgatója (2008–2012)                                                                           | 073 |        |
| március 5.          | Pamela Bach             | amerikai színésznő (Baywatch) | 061 |        |
| március 5.          | Jean-Louis Debré        | francia jogász, politikus, a nemzetgyűlés elnöke (2002–2007), az alkotmánybíróság elnöke (2007–2016)                                      | 080 |        |
| március 5.          | Norberto Huezo          | válogatott salvadori labdarúgó, edző | 068 |        |
| március 4.          | Roy Ayers               | amerikai vibrafonos | 084 |        |
| március 4.          | Szilágyi Júlia          | erdélyi magyar irodalomkritikus, esszéíró, egyetemi oktató                                                                                | 088 |        |
| március 3.          | Dan Gawrecki            | cseh történész | 081 |        |
| március 3.          | Jean-Marie Londeix      | francia szaxofonos | 092 |        |
| március 3.          | Jozef Markuš            | szlovák politikus, a Matica slovenská elnöke (1990–2010)                                                                                  | 080 |        |
| március 3.          | Craig Richard Nelson    | amerikai színész (Vizsgaláz, Három nő) | 077 |        |
| március 3.          | Felicia Țilea-Moldovan  | román atléta, gerelyhajító, olimpikon | 057 |        |
| március 2.          | Herbert Léonard         | francia énekes | 080 |        |
| március 2.          | Buvajszar Szajtyijev    | olimpiai bajnok (1996, 2004, 2008) orosz birkózó, politikus                                                                               | 049 |        |
| március 2.          | Bernhard Vogel          | német politikus, tartományi miniszterelnök (Rajna-vidék-Pfalz, 1976–1988; Türingia, 1992–2003), a Bundesrat elnöke (1976–1977, 1987–1988) | 092 |        |
| március 1.          | Bunky Green             | amerikai dzsesszzenész, szaxofonos | 091 |        |
| március 1.          | Elvi Hale               | brit színésznő (VIII. Henrik hat felesége, Telemark hősei)                                                                                | 094 |        |
| március 1.          | Tullio Lanese           | olasz nemzetközi labdarúgó-játékvezető | 078 |        |
| március 1.          | Angie Stone             | amerikai énekes, dalszerző, színésznő | 063 |        |

## Február
| Dátum               | Név                     | Foglalkozás / tisztség                                                                   | Kor | Forrás |
| ------------------- | ----------------------- | ---------------------------------------------------------------------------------------- | --- | ------ |
| február 28.         | Fecske Csaba            | József Attila-díjas költő, publicista                                                    | 076 |        |
| február 28.         | David Johansen          | amerikai énekes, zenész, dalszerző (New York Dolls)                                      | 075 |        |
| február 27.         | Javier Dorado           | spanyol labdarúgó                                                                        | 048 |        |
| február 27.         | Borisz Szpasszkij       | orosz-francia sakknagymester, világbajnok (1969–1972)                                    | 088 |        |
| február 27. (k. n.) | Marianna D. Birnbaum    | irodalom- és kultúrtörténész, író, egyetemi tanár                                        | 090 |        |
| február 27. (k. n.) | Kecskés István          | nyelvész, egyetemi tanár                                                                 | 077 |        |
| február 26.         | Lukács Lóránt           | Balázs Béla-díjas operatőr, filmrendező, motorcsónak-versenyző                           | 090 |        |
| február 26.         | Mécs Károly             | Kossuth-díjas színész, rendező, a nemzet művésze                                         | 089 |        |
| február 26.         | Hans Pirkner            | válogatott osztrák labdarúgó                                                             | 078 |        |
| február 26.         | Michelle Trachtenberg   | amerikai színésznő (Buffy, a vámpírok réme, Harriet, a kém)                              | 039 |        |
| február 25.         | Coburn Pharr            | kanadai énekes (Annihilator)                                                             | 062 |        |
| február 25.         | Rados Ferenc            | Kossuth-díjas zongoraművész, zenepedagógus                                               | 090 |        |
| február 25.         | Mihail Vasziljev        | olimpiai bajnok (1988) szovjet válogatott orosz kézilabdázó                              | 063 |        |
| február 24.         | Roberta Flack           | többszörös Grammy-díjas amerikai énekesnő                                                | 088 |        |
| február 24. (k. n.) | Bretz Károly            | biofizikus, feltaláló, egyetemi tanár                                                    | 093 |        |
| február 23.         | Jan Johnson             | olimpiai bronzérmes (1972) amerikai atléta, rúdugró                                      | 074 |        |
| február 22.         | Linsey Alexander        | amerikai blueszenész, énekes, gitáros, dalszerző                                         | 082 |        |
| február 22.         | Hans van den Broek      | holland politikus, külügyminiszter (1982–1993), uniós biztos (1993–1999)                 | 088 |        |
| február 22.         | Novák Béla              | angliai magyar biokémikus, az MTA külső tagja                                            | 068 |        |
| február 22. (k. n.) | Lódi György             | újságíró, rádiós és televíziós szerkesztő-riporter, műsorvezető                          | 080 |        |
| február 22. (k. n.) | Borsos Olga             | botanikus, biológus, ökológus                                                            | 099 |        |
| február 21.         | Oleg Coj                | szovjet-orosz berepülőpilóta                                                             | 080 |        |
| február 21.         | Harkányi Endre          | Kossuth-díjas színész                                                                    | 090 |        |
| február 21.         | Clint Hill              | amerikai titkosügynök, a Kennedy-merénylet szereplője                                    | 093 |        |
| február 21.         | Kányási Holb Margit     | Ferenczy Noémi-díjas textilművész                                                        | 074 |        |
| február 21.         | Voletta Wallace         | amerikai zenei és filmproducer (Notorious B.I.G. - A N.A.G.Y. rapper )                   | 078 |        |
| február 21. (k. n.) | Májer József            | magyar bajnok atléta, hosszútávfutó                                                      | 067 |        |
| február 21. (k. n.) | Somlai Lajos            | tanár, festőművész, szobrász                                                             | 093 |        |
| február 20.         | David L. Boren          | amerikai politikus, Oklahoma kormányzója (1975–1979), szenátor (1979–1994)               | 083 |        |
| február 20.         | Jerry Butler            | amerikai soulénekes, dalszerző, politikus                                                | 085 |        |
| február 20.         | Peter Jason             | amerikai színész (Elpusztíthatatlanok)                                                   | 080 |        |
| február 20.         | Evan Williams           | skót labdarúgó, edző                                                                     | 081 |        |
| február 20. (k. n.) | Nemes György            | orvos, traumatológus, egyetemi tanár                                                     | 090 |        |
| február 20. (k. n.) | Kjeld Rasmussen         | olimpiai bajnok (1980) dán sportlövő                                                     | 070 |        |
| február 19.         | Kent Bernard            | olimpiai bronzérmes (1964) Trinidad és Tobagó-i atléta, rövidtávfutó                     | 082 |        |
| február 19.         | Koroknai Katalin        | táncos, a Debreceni Hajdú Táncegyüttes vezetője                                          | 066 |        |
| február 19.         | Jean Sarrus             | francia színész, énekes, zenész (Les Charlots)                                           | 079 |        |
| február 19. (k. n.) | William Browder         | amerikai matematikus                                                                     | 091 |        |
| február 18.         | Gene Hackman            | Oscar-díjas amerikai színész, író                                                        | 095 |        |
| február 18.         | Szabó Judit             | erdélyi magyar orvos, sebész, egyetemi oktató                                            | 096 |        |
| február 17.         | Rick Buckler            | angol dobos (The Jam)                                                                    | 069 |        |
| február 17.         | Antonine Maillet        | kanadai író                                                                              | 095 |        |
| február 17.         | Jamie Muir              | skót festő, zenész (King Crimson)                                                        | 082 |        |
| február 17.         | Návai Anikó             | újságíró, műsorvezető                                                                    | 076 |        |
| február 17.         | Paquita la del Barrio   | mexikói énekesnő                                                                         | 077 |        |
| február 17.         | Volker Roth             | német nemzetközi labdarúgó-játékvezető                                                   | 083 |        |
| február 17.         | Marika Sherwood         | magyarországi születésű brit történész, afrikanista                                      | 087 |        |
| február 16.         | Julian Holloway         | angol színész (Folytassa…)                                                               | 080 |        |
| február 16.         | Kim Szeron              | dél-koreai színésznő (Hi! School: Love On, Bloodhounds)                                  | 024 |        |
| február 16.         | Lambert Gábor           | közgazdász, újságíró                                                                     | 068 |        |
| február 16.         | Yolanda Montes          | mexikói-amerikai táncosnő, színésznő (Salomé)                                            | 093 |        |
| február 16.         | Óscar Valdez            | spanyol válogatott argentin labdarúgó, edző                                              | 078 |        |
| február 16.         | Vladimír Válek          | cseh karmester, zenepedagógus                                                            | 089 |        |
| február 16. (k. n.) | Hegedűs Attila          | nyelvész, egyetemi tanár                                                                 | 070 |        |
| február 15.         | Rosemarie Hein          | német politikus, a Bundestag tagja (2009–2017)                                           | 072 |        |
| február 15.         | Muhsin Hendricks        | dél-afrikai imám, LMBTQ-jogvédő aktivista                                                | 057 |        |
| február 15.         | Elsie Johansson         | svéd író                                                                                 | 093 |        |
| február 15.         | Louis Theobald          | válogatott máltai labdarúgó                                                              | 086 |        |
| február 15. (k. n.) | Gerhart Baum            | német politikus, belügyminiszter (1978–1982)                                             | 092 |        |
| február 15. (k. n.) | Csombor Teréz           | Aase-díjas színésznő                                                                     | 068 |        |
| február 14.         | Bánffy Katalin          | memoáríró                                                                                | 100 |        |
| február 14.         | Carlos Diegues          | brazil filmrendező                                                                       | 084 |        |
| február 14.         | Alice Hirson            | amerikai színésznő (A suttyók visszavágnak, Isten hozta, Mr…)                            | 095 |        |
| február 14.         | Geneviève Page          | francia színésznő (A nap szépe, Sherlock Holmes magánélete)                              | 097 |        |
| február 13.         | Ronnie Boyce            | angol labdarúgó, edző                                                                    | 082 |        |
| február 13.         | Dunai János             | olimpiai bronzérmes (1960) labdarúgó, edző, sportvezető                                  | 087 |        |
| február 13.         | Fethi Heper             | válogatott török labdarúgó                                                               | 081 |        |
| február 12.         | Tommy Hunt              | amerikai soulénekes (The Flamingos)                                                      | 091 |        |
| február 12.         | Nagy Ferenc             | tudománytörténész, tudományszervező                                                      | 085 |        |
| február 12. (k. n.) | Rika Bruins             | holland úszó, olimpikon                                                                  | 090 |        |
| február 11.         | Georgiosz Rubanisz      | olimpiai bronzérmes (1956) görög atléta, rúdugró                                         | 095 |        |
| február 10.         | Bodolay Edit            | orvos, belgyógyász, immunológus, egyetemi tanár                                          | 074 |        |
| február 10.         | Tákisz Ikonomópulosz    | válogatott görög labdarúgó                                                               | 081 |        |
| február 10.         | David Socha             | amerikai nemzetközi labdarúgó-játékvezető                                                | 086 |        |
| február 10.         | Maria Tipo              | olasz zongoraművész                                                                      | 093 |        |
| február 10.         | Peter Tuiasosopo        | amerikai amerikaifutball-játékos, színész (Street Fighter – Harc a végsőkig)             | 061 |        |
| február 9.          | Mara Corday             | amerikai színésznő, modell                                                               | 095 |        |
| február 9.          | Peter Haggett           | brit geográfus                                                                           | 092 |        |
| február 9.          | Edith Mathis            | svájci operaénekesnő (szoprán)                                                           | 086 |        |
| február 9.          | Mayer Antal             | agrármérnök, politikus, országgyűlési képviselő (1994–1998)                              | 084 | [ 3 ]  |
| február 9.          | Tom Robbins             | amerikai író                                                                             | 092 |        |
| február 9.          | Oleg Sztrizsenov        | orosz színész (A negyvenegyedik)                                                         | 095 |        |
| február 9.          | Helmut Zwickl           | osztrák autós újságíró, szakíró                                                          | 085 |        |
| február 8.          | Bob Bingham             | amerikai színész (Jézus Krisztus szupersztár)                                            | 078 |        |
| február 8.          | Horváth Kálmán          | ügyvéd, tolnai kormánymegbízott (2014–2022), majd főispán (2022 óta)                     | 067 |        |
| február 8.          | Sam Nujoma              | namíbiai politikus, elnök (1990–2005)                                                    | 095 |        |
| február 8.          | Howard Riley            | angol dzsesszzongorista, zeneszerző                                                      | 081 |        |
| február 8.          | Gyalo Thondup           | tibeti politikai aktivista                                                               | 096 |        |
| február 7.          | Erdélyi Tibor           | Kossuth-díjas táncos, koreográfus, népi szobrász, faragóművész                           | 092 |        |
| február 7.          | Bruce French            | amerikai színész                                                                         | 079 |        |
| február 7.          | Tony Roberts            | amerikai színész (Serpico, Annie Hall)                                                   | 085 |        |
| február 7. (k. n.)  | Nógrádi László          | gépészmérnök, kerékpártervező                                                            | 089 |        |
| február 6.          | Richard Meredith        | olimpiai bajnok (1960) amerikai jégkorongozó                                             | 092 |        |
| február 6.          | Ernie Walley            | walesi labdarúgó, edző                                                                   | 091 |        |
| február 6. (k. n.)  | John Morgan             | olimpiai bajnok (1952) amerikai vitorlázó                                                | 094 |        |
| február 5.          | Koszorús Oszkár         | könyvtáros, hely- és egyháztörténész                                                     | 082 |        |
| február 5.          | Ernst-Joachim Küppers   | olimpiai ezüstérmes (1964) német úszó                                                    | 082 |        |
| február 5.          | Mike Ratledge           | brit zenész (Soft Machine)                                                               | 081 |        |
| február 5. (k. n.)  | Tóth Ferenc             | Liszt Ferenc-díjas karnagy                                                               | 096 |        |
| február 4.          | IV. Aga Khan            | brit-portugál iszlám vallási vezető, imám, olimpikon                                     | 088 |        |
| február 4.          | Jiří Čtvrtečka          | világbajnoki ezüstérmes (1975) cseh kajakozó                                             | 082 |        |
| február 4.          | Maria Teresa Horta      | portugál költő, újságíró, aktivista                                                      | 087 |        |
| február 3.          | Antônio Lima dos Santos | válogatott brazil labdarúgó                                                              | 083 |        |
| február 3.          | Lukács József           | Aase-díjas színész, író                                                                  | 087 |        |
| február 3.          | Jürgen Schmude          | német politikus, oktatási (1978–1981), igazságügyi (1981–1982) és belügyminiszter (1982) | 088 |        |
| február 2.          | Ogün Altıparmak         | válogatott török labdarúgó                                                               | 086 |        |
| február 2.          | Friedrich Wilhelm Braun | világbajnok (1963) és olimpiai bronzérmes (1964) brazil kosárlabdázó                     | 083 |        |
| február 2.          | Ficzere Lajos           | akadémiai díjas jogász, közigazgatási szakember, egyetemi tanár                          | 089 |        |
| február 2.          | Barbie Hsu              | tajvani színésznő                                                                        | 048 |        |
| február 1.          | Horst Köhler            | német politikus, elnök (2004–2010)                                                       | 081 |        |
| február 1.          | Krasznai Paula          | erdélyi magyar színésznő                                                                 | 093 |        |
| február 1.          | Alberto Leguelé         | brazil labdarúgó, olimpikon                                                              | 071 |        |
| február 1.          | Nagy Ervin              | filozófus, politikus, újságíró                                                           | 047 |        |
| február 1.          | Tordai Péter            | kereskedő, a Mazsihisz elnöke (1999–2003)                                                | 077 |        |

## Január
| Dátum              | Név                     | Foglalkozás / tisztség                                                                                 | Kor | Forrás |
| ------------------ | ----------------------- | --- | --- | ------ |
| január 31.         | Carlos Ferrero Costa    | perui jogász, politikus, miniszterelnök (2003–2005)                                                    | 083 |        |
| január 31.         | Jozef Vladár            | szlovák régész, történész, egyetemi tanár                                                              | 091 |        |
| január 31. (k. n.) | Albertini János         | manöken, modell, gyártásvezető                                                                         | 090 |        |
| január 31. (k. n.) | Batári Csaba            | labdarúgó, sportvezető                                                                                 | 060 |        |
| január 30.         | Boros Zoltán            | világbajnoki bronzérmes (1972) tájfutó, sportvezető                                                    | 076 |        |
| január 30.         | Dick Button             | olimpiai bajnok (1948, 1952) amerikai műkorcsolyázó                                                    | 095 |        |
| január 30.         | Marianne Faithfull      | angol énekesnő, színésznő                                                                              | 078 |        |
| január 30. (k. n.) | T. Dobosi Viola         | régész, muzeológus                                                                                     | 082 |        |
| január 29.         | Vagyim Naumov           | világbajnok orosz műkorcsolyázó                                                                        | 055 |        |
| január 29.         | Max Schautzer           | osztrák televíziós műsorvezető                                                                         | 084 |        |
| január 29.         | Jevgenyija Siskova      | világbajnok orosz műkorcsolyázó                                                                        | 052 |        |
| január 28.         | Marina Colasanti        | brazil író, műfordító                                                                                  | 087 |        |
| január 28.         | Cs. Kovács Katalin      | erdélyi magyar magyartanár, író                                                                        | 078 |        |
| január 28.         | Jorge Luis Valdés       | olimpiai bajnok (1992) kubai baseballjátékos                                                           | 063 |        |
| január 28. (k. n.) | Horst Janson            | német színész                                                                                          | 089 |        |
| január 28. (k. n.) | Arto Salomaa            | finn matematikus, számítógéptudós, az MTA tiszteleti tagja                                             | 090 |        |
| január 27.         | Guy Delhasse            | válogatott belga labdarúgó                                                                             | 091 |        |
| január 27.         | Kaifás Ferenc           | Apáczai Csere János-díjas gépészmérnök, egyetemi tanár                                                 | 088 |        |
| január 27.         | Taxner-Tóth Ernő        | Széchenyi-díjas irodalomtörténész, egyetemi tanár                                                      | 089 |        |
| január 27. (k. n.) | Bánki András            | Táncsics Mihály-díjas újságíró                                                                         | 073 |        |
| január 26.         | Feledy Péter            | Táncsics Mihály-díjas újságíró, televíziós szerkesztő                                                  | 081 |        |
| január 25.         | Greg Bell               | olimpiai bajnok (1956) amerikai atléta, távolugró                                                      | 094 |        |
| január 25.         | Marlène Canguio         | francia atléta, gátfutó, olimpikon                                                                     | 082 |        |
| január 25.         | Dražen Dalipagić        | olimpiai bajnok (1980) jugoszláv válogatott szerb kosárlabdázó, edző                                   | 073 |        |
| január 25.         | Szathmáry Sándor        | református lelkész, teológus, kutatóprofesszor                                                         | 096 |        |
| január 24.         | Dimítrisz Domázosz      | válogatott görög labdarúgó                                                                             | 083 |        |
| január 24.         | Ellert Schram           | válogatott izlandi labdarúgó, sportvezető, politikus                                                   | 085 |        |
| január 24.         | David Gaskell           | angol labdarúgó                                                                                        | 084 |        |
| január 24.         | Lukáts Andor            | Kossuth-díjas színész, rendező, egyetemi tanár, színházigazgató                                        | 081 |        |
| január 24.         | Eddy Wauters            | válogatott belga labdarúgó, edző                                                                       | 091 |        |
| január 23.         | Anthony Basso           | francia labdarúgó                                                                                      | 045 |        |
| január 23.         | Kraszimir Kocsev        | világbajnoki ezüstérmes (2001) bolgár birkózó, olimpikon                                               | 050 |        |
| január 23.         | Rózsavölgyi Gyöngyi     | fotográfus, fotóriporter                                                                               | 071 |        |
| január 23.         | Andréasz Sztamatiádisz  | válogatott görög labdarúgó, edző                                                                       | 089 |        |
| január 22.         | Constantin Abăluţă      | román költő, prózaíró, műfordító                                                                       | 086 |        |
| január 22.         | Barry Goldberg          | amerikai bluesszenész                                                                                  | 083 |        |
| január 22.         | Cornel Oțelea           | világbajnok (1961, 1964, 1970) román kézilabdázó, edző, sporttisztviselő                               | 084 |        |
| január 22. (k. n.) | Kralován Géza           | világbajnok (1973) kajakozó, edző, sportvezető                                                         | 078 |        |
| január 21.         | Garth Hudson            | kanadai zenész, billentyűs (The Band)                                                                  | 087 |        |
| január 21.         | Abdul Salam Al-Mukhaini | válogatott ománi labdarúgó                                                                             | 036 |        |
| január 21.         | Szuzuki Keiicsi         | japán gyorskorcsolyázó, olimpikon                                                                      | 082 |        |
| január 20.         | Bertrand Blier          | César-díjas francia filmrendező (Hidegtál, Túl szép hozzád), színész, forgatókönyvíró                  | 085 |        |
| január 20.         | Farkasházi István       | népművelő, zenetanár                                                                                   | 074 |        |
| január 20.         | Fred Newhouse           | olimpiai bajnok (1976) amerikai atléta, rövidtávfutó                                                   | 076 |        |
| január 20. (k. n.) | John Sykes              | brit gitáros (Thin Lizzy, Whitesnake), dalszerző                                                       | 065 |        |
| január 19.         | Marcel Bonin            | Stanley-kupagyőztes kanadai jégkorongozó                                                               | 093 |        |
| január 19.         | Klein Éva               | magyar-svéd sejtbiológus, immunológus, onkológus, az MTA külső tagja                                   | 099 |        |
| január 19.         | Joaquín Ramos Marcos    | spanyol nemzetközi labdarúgó-játékvezető, újságíró, rádiókommentátor                                   | 078 |        |
| január 19.         | Sohár Pál               | Széchenyi-díjas vegyészmérnök, egyetemi tanár, az MTA rendes tagja                                     | 088 |        |
| január 19.         | Tresz Zsuzsanna         | Jászai Mari-díjas díszlet- és jelmeztervező, bábművész                                                 | 068 |        |
| január 18.         | Garry Brooke            | angol labdarúgó                                                                                        | 064 |        |
| január 18.         | Bojko Dimitrov          | bolgár kommunista politikus, külügyminiszter (1989–1990)                                               | 083 |        |
| január 18.         | Nicolae Oaidă           | válogatott román labdarúgó, edző                                                                       | 091 |        |
| január 18.         | Sziklai István          | orvos, fül-orr-gégész, egyetemi tanár                                                                  | 070 |        |
| január 17.         | Kajtár Pál              | onkológus, gyermekorvos, egyetemi tanár                                                                | 081 |        |
| január 17.         | Denis Law               | aranylabdás válogatott skót labdarúgó                                                                  | 084 |        |
| január 17.         | Nagy Sándor             | irodalomtörténész, főiskolai tanár                                                                     | 089 |        |
| január 17.         | Punszalmágín Ocsirbat   | mongol jogász, politikus, elnök (1990–1997)                                                            | 082 |        |
| január 17.         | Martin Pollack          | osztrák újságíró, író                                                                                  | 080 |        |
| január 16.         | Harry Bild              | válogatott svéd labdarúgó                                                                              | 088 |        |
| január 16.         | Sabah Bizi              | válogatott albán labdarúgó                                                                             | 078 |        |
| január 16.         | Csáji Attila            | Munkácsy Mihály-díjas festőművész, grafikus, fényművész, holográfus                                    | 085 |        |
| január 16.         | Joan Plowright          | Golden Globe- és Tony-díjas angol színésznő                                                            | 095 |        |
| január 16.         | Dmitrij Volkov          | olimpiai ezüstérmes (1992) orosz úszó                                                                  | 058 |        |
| január 16.         | Wolfgang Wesemann       | német kerékpárversenyző, olimpikon                                                                     | 075 |        |
| január 16. (k. n.) | Bálintfi Ottó           | romániai magyar filozófus, kritikus, egyetemi tanár                                                    | 076 |        |
| január 16. (k. n.) | Jacques Guittet         | világbajnok, olimpiai bronzérmes (1964) francia vívó                                                   | 095 |        |
| január 16. (k. n.) | Orosz György            | Jászai Mari-díjas rendező                                                                              | 097 |        |
| január 16. (k. n.) | Szabó János             | motorversenyző, edző                                                                                   | 067 |        |
| január 15.         | David Lynch             | amerikai filmrendező, producer                                                                         | 078 |        |
| január 15.         | Jeannot Szwarc          | francia filmrendező (A cápa 2., Supergirl)                                                             | 085 |        |
| január 15. (k. n.) | Pataky Zsolt            | fotóriporter, újságíró                                                                                 | 068 |        |
| január 14.         | Ladislav Hučko          | szlovák görögkatolikus püspök                                                                          | 076 |        |
| január 14.         | Teddy Osei              | ghánai zenész, szaxofonos (Osibisa)                                                                    | 087 |        |
| január 14.         | Tony Slattery           | angol színész (Síró játék, Szilveszteri durranások)                                                    | 065 |        |
| január 13.         | Békés Itala             | Kossuth-díjas színésznő                                                                                | 097 |        |
| január 13.         | Tony Book               | angol labdarúgó, edző                                                                                  | 090 |        |
| január 13.         | Elgar Howarth           | angol karmester, zeneszerző                                                                            | 089 |        |
| január 13.         | Oliviero Toscani        | olasz fotográfus                                                                                       | 082 |        |
| január 12.         | Leslie Charleson        | amerikai színésznő (General Hospital)                                                                  | 079 |        |
| január 12.         | Hó Márton               | dalszerző, énekes                                                                                      | 043 |        |
| január 12.         | Claude Jarman Jr.       | amerikai színész (Az őzgida)                                                                           | 090 |        |
| január 12. (k. n.) | Müller Tibor            | újságíró, főszerkesztő                                                                                 | 088 |        |
| január 11.         | Mario Klemens           | cseh karmester, zenetanár                                                                              | 088 |        |
| január 11.         | Tini Ruijs              | holland labdarúgó, edző                                                                                | 067 |        |
| január 10.         | Thelma Hopkins          | Európa-bajnok (1954), olimpiai ezüstérmes (1956) északír atléta, magasugró                             | 088 |        |
| január 10.         | Roger Lebranchu         | francia evezős, olimpikon                                                                              | 102 |        |
| január 10.         | Sam Moore               | amerikai énekes, dalszerző (Sam & Dave)                                                                | 089 |        |
| január 10.         | Nelson Silva Pacheco    | kolumbiai válogatott uruguayi labdarúgó                                                                | 080 |        |
| január 9.          | Bill Byrge              | amerikai színész                                                                                       | 092 |        |
| január 9.          | Phyllis Dalton          | Oscar-díjas angol jelmeztervező (Doktor Zsivágó, V. Henrik)                                            | 099 |        |
| január 9.          | Jorge Luis Sánchez      | kubai filmrendező (El Benny, Buscando a Casal)                                                         | 064 |        |
| január 9.          | Otto Schenk             | osztrák színész, humorista, rendező, intendáns                                                         | 094 |        |
| január 9.          | Strasser Tibor          | ügyvéd                                                                                                 | 077 |        |
| január 8.          | Gabriel de Broglie      | francia történész                                                                                      | 093 |        |
| január 8.          | Fabio Cudicini          | olasz labdarúgó                                                                                        | 089 |        |
| január 8.          | Csanády András          | grafikusművész, szociológus, filozófus, egyetemi tanár                                                 | 095 |        |
| január 7.          | Ayla Erduran            | török hegedűművész                                                                                     | 090 |        |
| január 7.          | Györffi Kálmán          | erdélyi magyar prózaíró                                                                                | 079 |        |
| január 7.          | Jean-Marie Le Pen       | francia politikus, a Nemzetgyűlés tagja (1956–1962, 1986–1988), az Európai Parlament tagja (1984–2019) | 096 |        |
| január 7.          | Walter Martos           | perui katonatiszt, politikus, miniszterelnök (2020)                                                    | 067 |        |
| január 7.          | Petya Pendareva         | Európa-bajnoki ezüstérmes (2000) bolgár atléta, rövidtávfutó, olimpikon                                | 053 |        |
| január 7.          | Peter Yarrow            | amerikai énekes, dalszerző (Peter, Paul and Mary)                                                      | 086 |        |
| január 6.          | Henny Eman              | arubai politikus, miniszterelnök (1986–1989, 1994–2001)                                                | 076 |        |
| január 6.          | Dwight Foster           | kanadai jégkorongozó                                                                                   | 067 |        |
| január 6.          | Köves József            | könyvkiadó, író, újságíró                                                                              | 086 |        |
| január 6.          | Dušan Maravić           | olimpiai bajnok (1960) jugoszláv válogatott szerb labdarúgó, sportvezető                               | 085 |        |
| január 5.          | Bősze Péter             | nőgyógyász, onkológus                                                                                  | 086 |        |
| január 5.          | Robert Hübner           | német sakknagymester                                                                                   | 076 |        |
| január 5.          | Al MacNeil              | Stanley-kupagyőztes kanadai jégkorongozó, edző                                                         | 089 |        |
| január 5.          | František Šmahel        | cseh történész                                                                                         | 090 |        |
| január 5.          | Kosztasz Szimítisz      | görög politikus, miniszterelnök (1996–2004)                                                            | 088 |        |
| január 5.          | Juan Manuel Villa       | válogatott spanyol labdarúgó                                                                           | 086 |        |
| január 4.          | Franjo Džidić           | bosnyák labdarúgó, edző                                                                                | 085 |        |
| január 4.          | Emilio Echevarría       | mexikói színész (Korcs szerelmek, Halj meg máskor)                                                     | 080 |        |
| január 4.          | Richard Foreman         | amerikai színműíró                                                                                     | 087 |        |
| január 4. (k. n.)  | Halmosi Zoltán          | válogatott labdarúgó, edző, sportvezető                                                                | 077 |        |
| január 3.          | Jeff Baena              | amerikai filmrendező, forgatókönyvíró (Bővérű nővérek)                                                 | 047 |        |
| január 3.          | La Chunga               | spanyol flamencotáncosnő, naiv festő                                                                   | 086 |        |
| január 3.          | Manfred Schütz          | német üzletember, az SPV GmbH lemezkiadó alapítója                                                     | 074 |        |
| január 3.          | Gilbert Van Binst       | Európa-bajnoki bronzérmes (1972) belga labdarúgó                                                       | 080 |        |
| január 3.          | Brenton Wood            | amerikai énekes, dalszerző                                                                             | 083 |        |
| január 2.          | Jytte Abildstrøm        | dán színésznő                                                                                          | 090 |        |
| január 2.          | Aldo Agroppi            | válogatott olasz labdarúgó, edző                                                                       | 080 |        |
| január 2.          | Gyimesi Kálmán          | Liszt Ferenc-díjas operaénekes (bariton)                                                               | 091 |        |
| január 2.          | Keleti Ágnes            | olimpiai bajnok (1952, 1956) tornász, edző, a nemzet sportolója                                        | 103 |        |
| január 2.          | Werner Leimgruber       | válogatott svájci labdarúgó                                                                            | 090 |        |
| január 2.          | Ralph Mann              | olimpiai ezüstérmes (1972) amerikai atléta, gátfutó                                                    | 075 |        |
| január 2.          | Cristóbal Ortega        | válogatott mexikói labdarúgó                                                                           | 068 |        |
| január 2.          | Tamás Gyula             | válogatott labdarúgó, edző                                                                             | 083 |        |
| január 2.          | Ján Zachara             | olimpiai bajnok (1952) szlovák ökölvívó                                                                | 096 |        |
| január 1.          | Kempelen Tünde          | középiskolai ének-zenetanár, karnagy, kulturális szervező                                              | 085 |        |
| január 1.          | David Lodge             | angol író, irodalomtudós                                                                               | 089 |        |
| január 1.          | Michael Loewe           | brit történész, sinológus                                                                              | 102 |        |
| január 1.          | Wayne Osmond            | amerikai énekes, zenész, dalszerző (The Osmonds)                                                       | 073 |        |
| január 1.          | Varga Ilona             | történész, egyetemi docens                                                                             | 096 |        |